# Boletín Oficial de la República Argentina

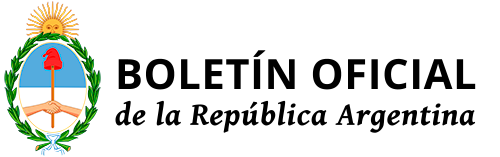
Logo.

El Boletín Oficial de la República Argentina es el diario oficial de la República Argentina, es decir, el medio de comunicación escrito que el Estado argentino utiliza para publicar sus normas jurídicas (tales como leyes, decretos y reglamentos) y otros actos de naturaleza pública, tanto del poder legislativo como del ejecutivo y el judicial. 
En lo que respecta al ámbito legislativo, el artículo quinto del Código Civil y Comercial (vigente desde 2014), establece que las leyes rigen después del octavo día de su publicación oficial, o desde el día que ellas determinen.

## Historia
El 7 de junio de 1810 se publicó el primer número de La Gazeta de Buenos Ayres que hizo las veces de boletín oficial, según lo había decidido la Primera Junta el 2 de junio de dicho año. El 12 de septiembre de 1821 La Gazeta dio paso al Registro Oficial mediante un decreto firmado por el entonces presidente Bernardino Rivadavia; aunque inicialmente solo tenía alcance sobre la Provincia de Buenos Aires, obtuvo la jurisdicción nacional al año siguiente.
Posteriormente, sufrió varios cambios:
- 30 de septiembre de 1870: mediante Ley n° 438 se crea el Boletín Oficial de la Nación, sin derogar el decreto de Rivadavia.
- 1874: Mediante Ley n.º 697 se deroga la anterior, autorizando al Ejecutivo a publicarlo como le resulte más conveniente.
- 2 de mayo de 1893: Mediante decreto (amparándose en la anterior ley) del entonces presidente Luis Sáenz Peña, decreta la publicación diaria del Boletín Oficial de la República Argentina; el 1 de julio de ese año se inicia su publicación.
- Recién el 14 de enero de 1947 se fusiona el registro creado por Rivadavia con el boletín oficial de Sáenz Peña, manteniendo la denominación de este último.

## Contenido
El Boletín Oficial de la República Argentina se encuentra dividido en cuatro secciones, denominadas como sigue y con el contenido descripto para cada una de ellas: 
Primera Sección (Legislación y Avisos Oficiales)
Se incluyen aquí las normas jurídicas (leyes, decretos, resoluciones, disposiciones), así como avisos emanados de los organismos públicos de los tres poderes del Estado vinculados a su propia gestión. Las normas publicadas en el Boletín Oficial de la República Argentina son aquellas de alcance nacional. Las provincias y la Ciudad Autónoma de Buenos Aires poseen sus propios órganos oficiales de publicación.
Segunda Sección (Sociedades)
Pese a que su título solo menciona Sociedades, esta sección no solo comprende edictos de constitución de sociedades y diversas publicaciones legalmente obligatorias vinculadas a la constitución, vida y extinción de las sociedades, incluidas las designaciones de cargos de las sociedades anónimas, sino también avisos judiciales – edictos sucesorios, citaciones, notificaciones, anuncios de subastas, concursos y quiebras -. Los avisos relacionados con sociedades constituidas en jurisdicciones que no sean la Ciudad de Buenos Aires, así como los edictos judiciales provenientes de Juzgados Provinciales, son publicados en los respectivos diarios oficiales de esas provincias.
Tercera Sección (Contrataciones)
Esta sección refiere a las licitaciones públicas convocadas por los organismos dependientes del Estado Nacional. Se subdivide en: Suministros, Obras, Servicios, Ventas y Ofrecimientos del Estado y Locaciones.
Cuarta Sección (Registro de Dominios de Internet)
Esta sección está destinada a la publicación de avisos de registro de los dominios de internet que elabore la Dirección Nacional de Registro de Dominios de Internet. La misma se empezó a publicar a partir del 10 de marzo de 2014, bajo la Resolución (SLyT) N° 19/2014.

## Carácter público de la información
El Boletín Oficial, de igual manera que los diarios de publicaciones y anuncios legales del resto del mundo, tiene por función esencial la publicidad de los actos contenidos en él. Como consecuencia, desde el punto de vista de la legislación de protección de datos personales, el Boletín Oficial es una de las fuentes de acceso público irrestricto contempladas por el artículo 5 de la Ley 25.326 de Protección de Datos Personales. 
Se encuentra ampliamente reconocido asimismo que la información publicada en el Boletín Oficial no está sujeta a derechos de autor o copyright. De hecho, gran parte de esta información es procesada y reutilizada por distinto tipo de instituciones y empresas, como por ejemplo para la elaboración de compilaciones de legislación, informes comerciales, directorios de licitaciones, etcétera.